# Al banco della difesa
Al banco della difesa (Judd for the Defense) è una serie televisiva statunitense in 50 episodi trasmessi per la prima volta nel corso di 2 stagioni dal 1967 al 1969.

## Trama
Clinton Judd è un avvocato di Houston che spesso assume i casi più controversi di tutto il paese. Il suo assistente principale è il giovane Ben Caldwell.

## Personaggi
- Clinton Judd (stagioni 1-2), interpretato da Carl Betz.
- Ben Caldwell (stagioni 1-2), interpretato da Stephen Young.
- Byron Shellenbach (stagioni 1-2), interpretato da John Dehner.
- Judge Pritchard (stagioni 1-2), interpretato da John Zaremba.
- dottor Fred Zellmen (stagione 2), interpretato da Dabbs Greer.
- Jessie Aarons (stagioni 1-2), interpretato da Brock Peters.
- capitano Paul Wyatt (stagioni 1-2), interpretato da Edward Asner.
- Aldo Reese (stagione 1), interpretato da Russell Thorson.
- Steve Duer (stagioni 1-2), interpretato da Richard Anderson.
- Ellen Kane (stagioni 1-2), interpretato da Brooke Bundy.
- Charles Fennerman (stagioni 1-2), interpretato da Morgan Sterne.
- Dr. Frank Beeton (stagioni 1-2), interpretato da Harry Townes.
- Barron (stagione 1), interpretato da Jeff Corey.
- Dan Rossiter (stagione 1), interpretato da James Daly.
- Cleary (stagione 1), interpretato da Harold Gould.
- Joe Maddox (stagione 1), interpretato da Kevin McCarthy.
- Jim Larkin (stagione 1), interpretato da Charles McGraw.
- procuratore distrettuale Harry Reed (stagione 1), interpretato da David Sheiner.
- Matthews (stagione 1), interpretato da William Wintersole.
- James Edwards (stagione 2), interpretato da Frank Maxwell.
- Chancery (stagione 2), interpretato da Simon Scott.

## Produzione
La serie fu prodotta da 20th Century Fox Television e girata negli studios della Century Fox a Los Angeles in California. Tra gli sceneggiatori è accreditato Paul Monash (50 episodi, 1967-1969) che è anche produttore esecutivo.
La serie è vagamente basata sulla carriera degli avvocati F. Lee Bailey e Percy Foreman. Anche prima del debutto della serie, Foreman minacciò una querela affermando che il programma  "si appropriava a fini commerciali della sua carriera come avvocato". La serie non ebbe un grosso seguito di pubblico. Il fallimento fu da attribuire agli argomenti affrontati dai vari episodi (argomenti quali l'omosessualità, lo sfruttamento nel lavoro nero di immigrati irregolari e la renitenza alla leva che erano allora considerati quasi tabù) e alle conclusioni degli episodi.
Nel tentativo di aumentare il rating della serie, l'episodio che andò in onda il 31 gennaio 1969 unì al cast regolare della serie diversi attori del cast di un'altra serie della ABC, Squadra speciale anticrimine, interpretata da Dennis Cole. L'idea non salvò nessuna delle due serie perché entrambe furono poi cancellate.

### Registi
Tra i registi della serie sono accreditati:
- Leo Penn (9 episodi, 1967-1969)
- Boris Sagal (7 episodi, 1967-1969)
- Alex March (4 episodi, 1967-1968)
- John Erman (3 episodi, 1967-1969)
- Larry Peerce (2 episodi, 1967-1968)
- Robert Butler (2 episodi, 1967)
- William Hale (2 episodi, 1967)
- Richard A. Colla (2 episodi, 1968)
- Lamont Johnson (2 episodi, 1968)
- George McCowan (2 episodi, 1968)
- John Llewellyn Moxey (2 episodi, 1968)
- Gerald Mayer (1 episodio, 1967)

## Guest star
Altri attori che appaiono nel corso delle due stagioni sono Ed Asner, Russ Conway, Richard Dreyfuss, Robert Forster, Robert Duvall, Lee Grant, Ron Howard, Ida Lupino, Jessica Tandy e William Windom.

## Premi
Nel 1968, il produttore Harold Gast e lo sceneggiatore Leon Tokatyan vinsero un Edgar Award assegnato dal Mystery Writers of America per l'episodio Tempest in a Texas Town.
Carl Betz, che interpreta il protagonista, l'avvocato Clinton Judd, nel 1969 vinse un Emmy Award e un Golden Globe nella categoria “migliore attore maschile”.

## Distribuzione
La serie fu trasmessa negli Stati Uniti dal 1967 al 1969 sulla rete televisiva ABC. In Italia è stata trasmessa con il titolo Al banco della difesa.

## Episodi
| Stagione         | Episodi | Prima TV originale |
| ---------------- | ------- | ------------------ |
| Prima stagione   | 26      | 1967-1968          |
| Seconda stagione | 24      | 1968-1969          |